# Палац спорту Ромема Хайфа
Палац спорту Ромема Хайфа (івр. היכל הספורט רוממה חיפה) — муніципальний спортивний зал міста Хайфа. Зал розташований у районі Ромема.
Його основне призначення — проводити спортивні змагання та шоу. У залі муніципальні команди грають у різні види спорту (баскетбол, волейбол, гандбол, гімнастика та футбол). Поряд зі спортивними змаганнями, у залі щороку проводяться великі розважальні та культурні заходи, такі як Фестиваль, Тиждень єврейської книги, вистави балету, концерти тощо.
З 2010 року зал пройшов комплексну реконструкцію за кошти муніципалітету Хайфа. Кількість місць на трибунах було збільшено до 5000.